# Chrám svatého Alexandra Něvského (Postupim)
Chrám svatého Alexandra Něvského (německy Alexander-Newski-Gedächtniskirche, rusky Александро-Невский храм) se nachází v městské čtvrti Alexandrovka německého města Postupim. Je to chrám ruské pravoslavné církve, který slouží ruské diaspoře, která žije v tomto německém městě.

## Historie
Ruská čtvrť Alexandrovka byla vybudována v letech 1826 až 1827 za panování pruského panovníka Fridricha Viléma III. pro příslušníky ruských vojáků, kteří sloužili v jeho armádě. Čtvrť byla pojmenována na počest ruského imperátora Alexandra I. Později se ruská komunita rozšiřovala a vznikla proto potřeba založit pravoslavný chrám. Ten vznikal v letech 1826 až 1829 na vrchu Kapellenberg. Jeho hlavním architektem se stal V. Staße, který ji navrhl v duchu tradičního staroruského architektonického stylu. Chrám byl zasvěcen knížeti svatému Alexandrovi Něvskému. Od roku 1930 se v chrámu bohoslužby nekonaly. V roce 1949 připadl chrám moskevskému pravoslavnému patriarchátu a začaly se v něm sporadicky konat pravoslavné bohoslužby. V roce 1986 byl jmenován pravoslavný kněz. Dnes žije v Postupimi okolo 1000 pravoslavných věřících.

## Architektura
Staroruský architektonický styl je doplněn prvky novogotiky a neoklasicismu. Chrám má čtvercový půdorys a zdobí jej pět kupolí. Nejvyšší symbolizuje Krista Spasitele a čtyři menší čtyř apoštolů. Fasádu chrámu zdobí obrazy Krista Spasitele (západní fasáda), sv. Alexandra Něvského (jižní fasáda) a jiných světců. v interiéru se nachází jednořadý ikonostas.